# Herinneringsmedaille van het Rode Kruis 1939-45
De Herinneringsmedaille van het Rode Kruis 1939-45 is een Deense onderscheiding. Het gaat om een onderscheiding van het Deense Rode Kruis maar Koning Christiaan X van Denemarken heeft de stichting op 1 februari 1946 goedgekeurd. Dat betekent dat Denen het kruis mogen aannemen en mogen dragen. De decoratie werd verleend aan verdienstelijke Denen en Buitenlanders, zij moeten zich in de oorlogsjaren voor Denemarken hebben ingezet.
Het gaat niet werkelijk om een medaille, het versiersel is een wit geëmailleerd kruis van Genève met daarop een klein rood kruis van Genève. Het 38.68mm hoge zilveren kruis is op een smalle zilveren lauwerkrans gelegd. Op de vlakke zilveren keerzijde staat de tekst "DANSK RØDE KORS".
Dames dragen het kruis aan een strik van het lint op de linkerschouder. Heren dragen de onderscheiding aan een tot een vijfhoek gevouwen rood-wit-rood gestreept lint op de linkerborst. Op klein tenue wordt door militairen een baton  gedragen. De Denen gebruiken hetzelfde lint voor een aantal van hun medailles.
Medailles van Verdienste ·
Medaille voor Langdurige Dienst ·
Medaille "Ingenio et Arti" ·
Medaille voor Nobele Daden ·
Ereteken van het Deense Rode Kruis ·
Medaille van Verdienste voor de Groenlandse Onafhankelijkheid ·
Herinneringsmedaille aan de 70e Verjaardag van Hare Majesteit Koningin Margrethe
Herinneringsmedaille aan de 75e Verjaardag van Prins Henrik

Zie ook: Historische Orden van Denemarken · Onderscheidingen in Denemarken
Onderscheidingen van het Nederlandse Rode Kruis · Onderscheidingen van het Internationale Rode Kruis · Onderscheidingen van het Belgische Rode Kruis · Onderscheidingen van het Deense Rode Kruis

Zie ook: Onderscheidingen met het Rode Kruis